# Sisyrinchium mandonii
Sisyrinchium mandonii är en irisväxtart som beskrevs av John Gilbert Baker. Sisyrinchium mandonii ingår i släktet gräsliljor, och familjen irisväxter. Inga underarter finns listade i Catalogue of Life.